# Lizi Adelswärd
Gustava Lizinka (Lizi) Abela Emilia Adelswärd, född 9 december 1877 på Gustafsvik i Lerbo socken, Södermanland, död 22 januari 1958 i Schloss Hungen, Tyskland, var en svensk konstnär. 

## Biografi
Adelswärd var dotter till kaptenen, friherre Theodor Adelswärd (1835–1881) och Britt-Sofie Hammarberg (1842–1912). Lizi Adelswärd studerade på 1890-talet för Endis Bergström i Lund och fortsatte därefter studierna med studieresor till Frankrike och Italien. Hon bosatte sig 1926 på Schloss Hungen i Oberhessen. I Sverige medverkade hon i utställningar med Smålands konstnärers förening, bland annat i Nässjö 1922 där hon visade upp målningen Motiv från Capri.. En betydande del av hennes äldre produktion förstördes när Ryfors herrgård eldhärjades 1941. Hennes konst består huvudsakligen av porträtt och landskapsmotiv.